# Gestión de recursos

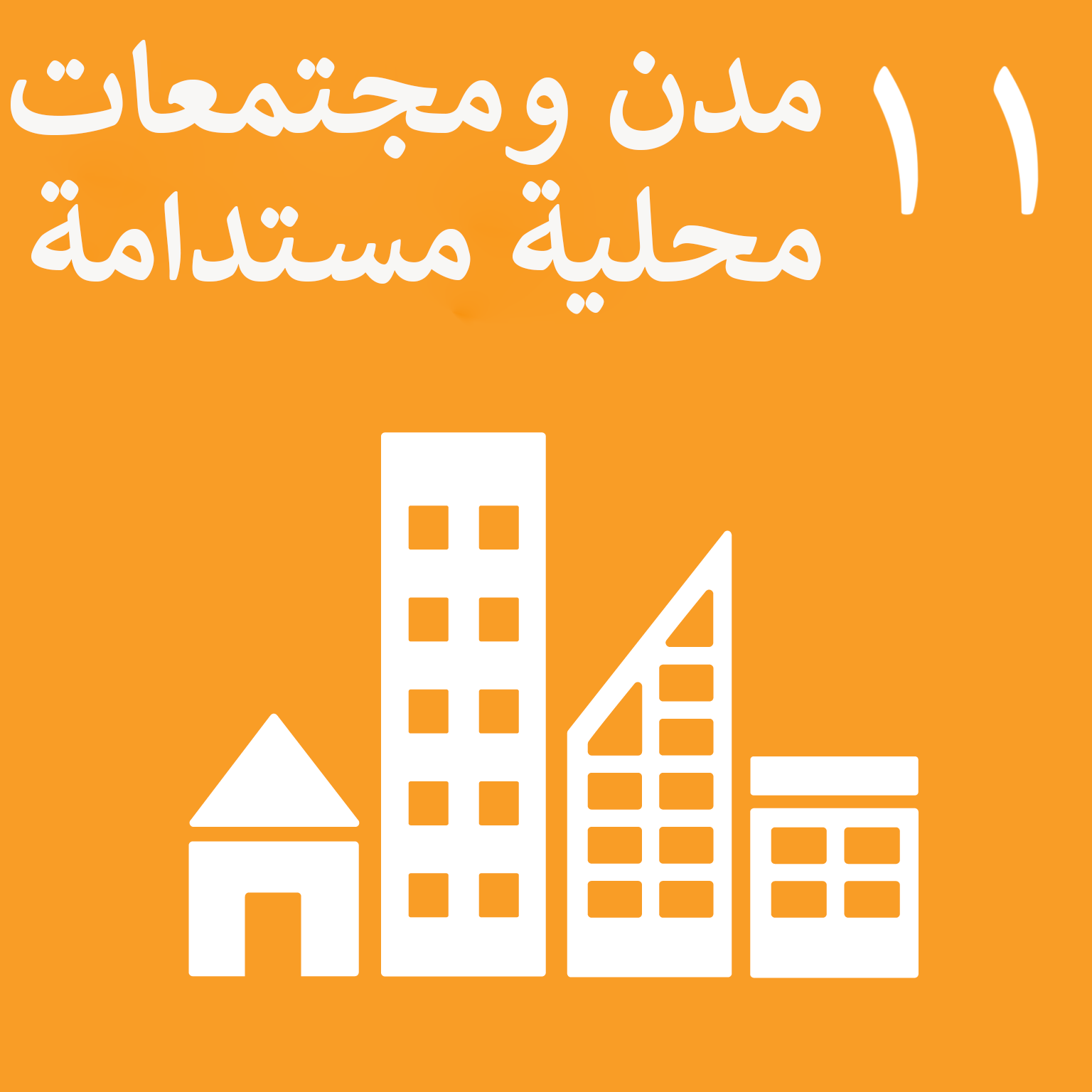
التوضيحي رمز إدارة موارد الشركة(Símbolo ilustrativo gestión de recursos corporativos)

Gestión de recursos en los estudios organizacionales, gestión de recursos es la implementación eficiente y eficaz de los recursos de una organización cuando se necesiten. Estos recursos pueden incluir recursos financieros u economicos, inventario, habilidades humanas, los recursos de producción, o tecnología de la información, etc. 
En el ámbito de la gestión de proyectos, se han desarrollado procesos, técnicas y filosofías en cuanto a la mejor manera de asignar los recursos. Estos incluyen debates sobre una funcional versus multifuncional asignación de recursos. La administración de recursos es un elemento importante para la estimación de los recursos y la actividad de gestión de los recursos humanos del proyecto. Ambos son componentes esenciales de un plan integral de gestión de proyectos para ejecutar y monitorear un proyecto con éxito. Como es el caso con la disciplina más amplia de gestión de proyectos, existen herramientas de software de gestión de recursos disponibles que automatizan y ayudar en el proceso de la asignación de recursos a los proyectos y cartera de la transparencia de los recursos, incluyendo la oferta y la demanda de recursos. El objetivo de estas herramientas normalmente es asegurar que: hay empleados dentro de nuestra organización con el conjunto de habilidades específicas necesarias y el perfil deseado requerida para un proyecto, decidir el número y los conjuntos de habilidades de los nuevos empleados a contratar, y asignar la fuerza de trabajo para varios proyectos.

## Proceso de Gestión de Recursos Corporativos
Las grandes organizaciones suelen tener un proceso de gestión de recursos corporativos definidos que garantiza principalmente que los recursos no son nunca una asignación excesiva en múltiples proyectos. Peter Drucker escribió sobre la necesidad de concentrar los recursos, el abandono de una iniciativa menos prometedora para cada nuevo proyecto llevado, como la fragmentación que inhibe resultados.

## Técnicas
Una de las técnicas de gestión de recursos es la redistribución de recursos. Su objetivo es suavizar las existencias de recursos a la mano reduciendo tanto exceso de inventarios y la escasez. 
Los datos requeridos son: las demandas de diversos recursos previstos por período de tiempo en el futuro en la medida de lo razonable, así como las configuraciones de los recursos necesarios en esas demandas, y el suministro de los recursos, es decir la previsión de un nuevo período de tiempo en el futuro por lo que es razonable. 
El objetivo es lograr una utilización del 100%, pero que es muy poco probable cuando se ponderan por las métricas importantes y con sujeción a las limitaciones, por ejemplo: el cumplimiento de un nivel mínimo de servicio, pero de otra manera minimizar los costos. 
El principio es invertir en recursos como capacidades almacenadas, posteriormente, dar rienda suelta a las capacidades como demandado. 
Una dimensión de desarrollo de los recursos se incluye en el manejo de recursos por los cuales la inversión en recursos puede ser retenida por una inversión adicional más pequeña para desarrollar una nueva capacidad que se exige, con una inversión inferior a desechar el recurso actual y su sustitución por otra que tiene el capacidad exigida. 
En la conservación, la gestión de recursos es un conjunto de prácticas relacionadas con el mantenimiento de la integridad de los sistemas naturales. Ejemplos de esta forma de gestión es la gestión de recursos de aire, la conservación del suelo, la silvicultura, la gestión de la vida silvestre y la gestión de los recursos hídricos. El término general para este tipo de manejo de los recursos es la gestión de recursos naturales (MRN). 